# Collinas
Collinas é uma comuna italiana da região da Sardenha, na província da Sardenha do Sul, com cerca de 1.014 habitantes. Estende-se por uma área de 20 km², tendo uma densidade populacional de 51 hab/km². Faz fronteira com Gonnostramatza (OR), Lunamatrona, Mogoro (OR), Sardara, Siddi, Villanovaforru.